# Életstílusgyógyszer

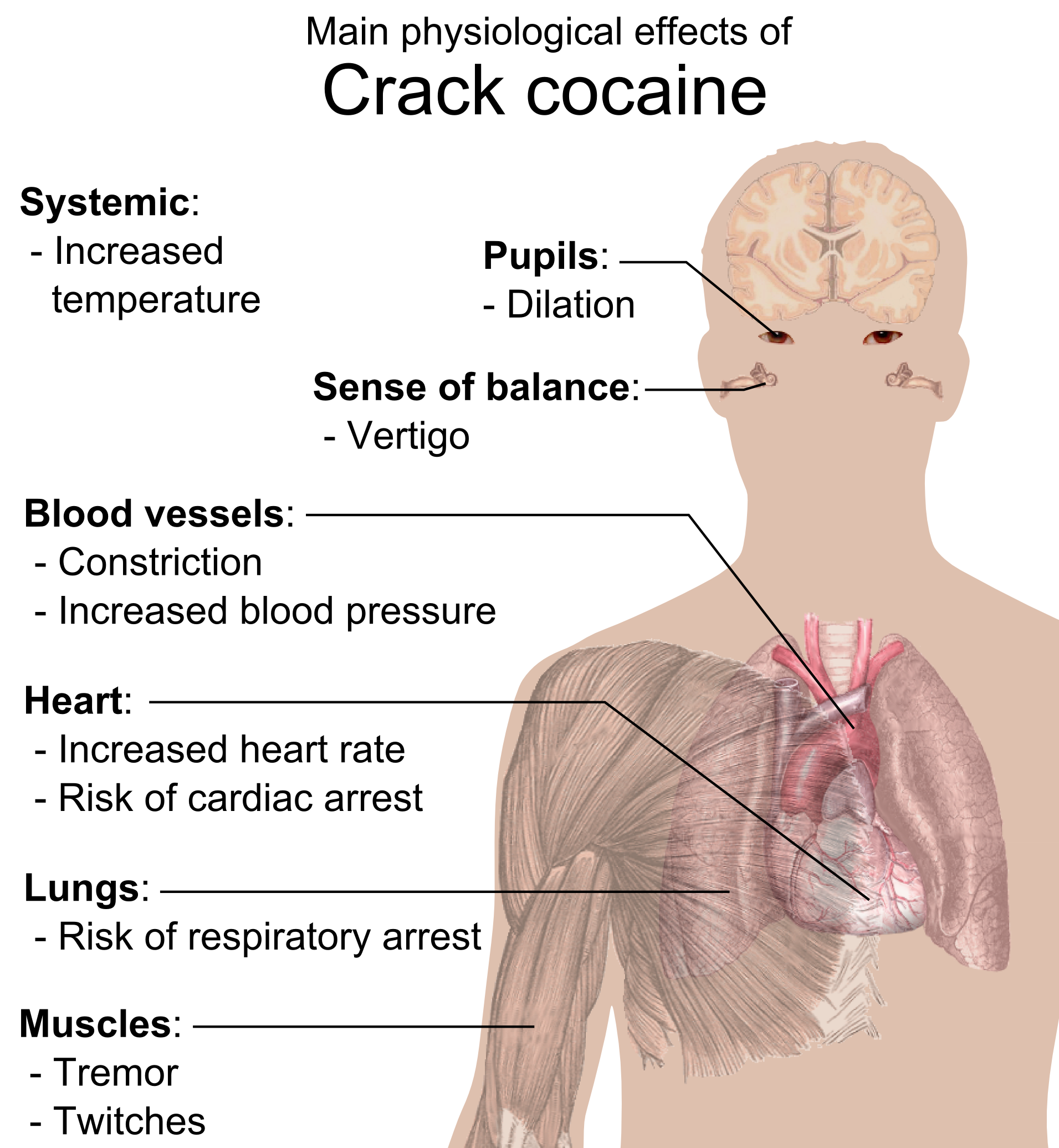
Crack kokain élettani hatásai

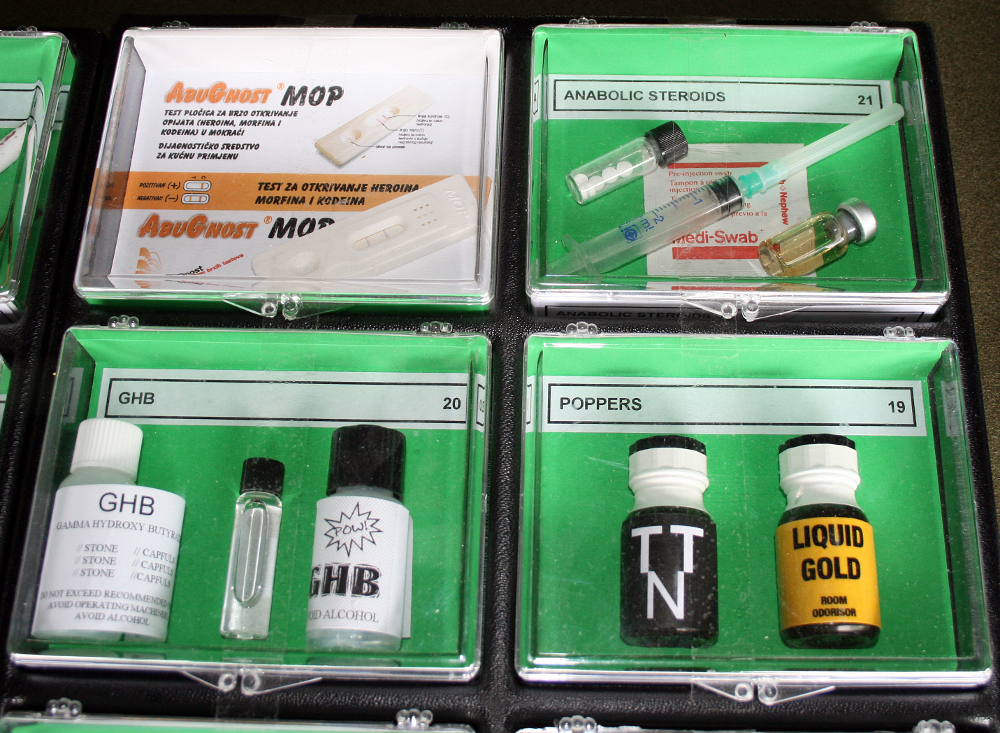
AbuGnost anabolikus szteroidok, GHB poppers

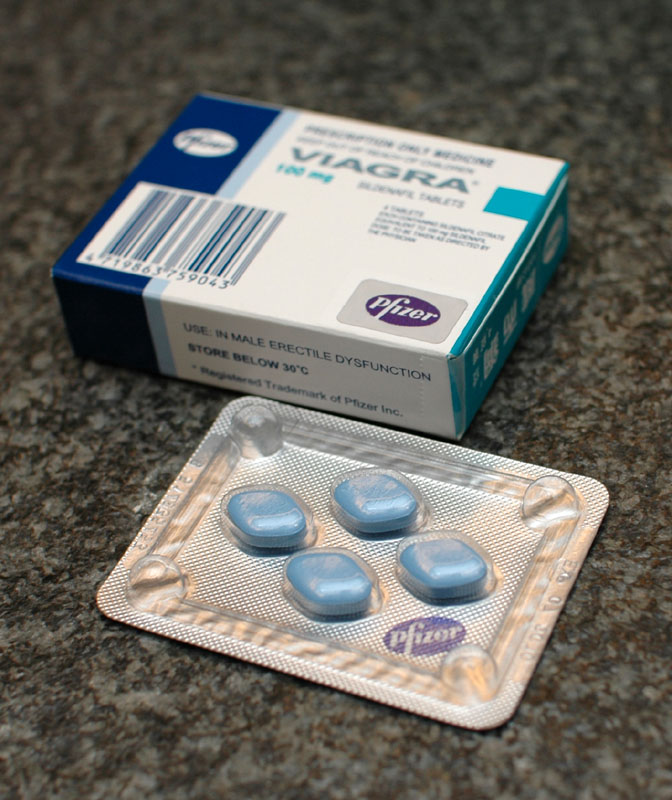
A "kék" tabletta a családok millióinak életét megváltoztatta

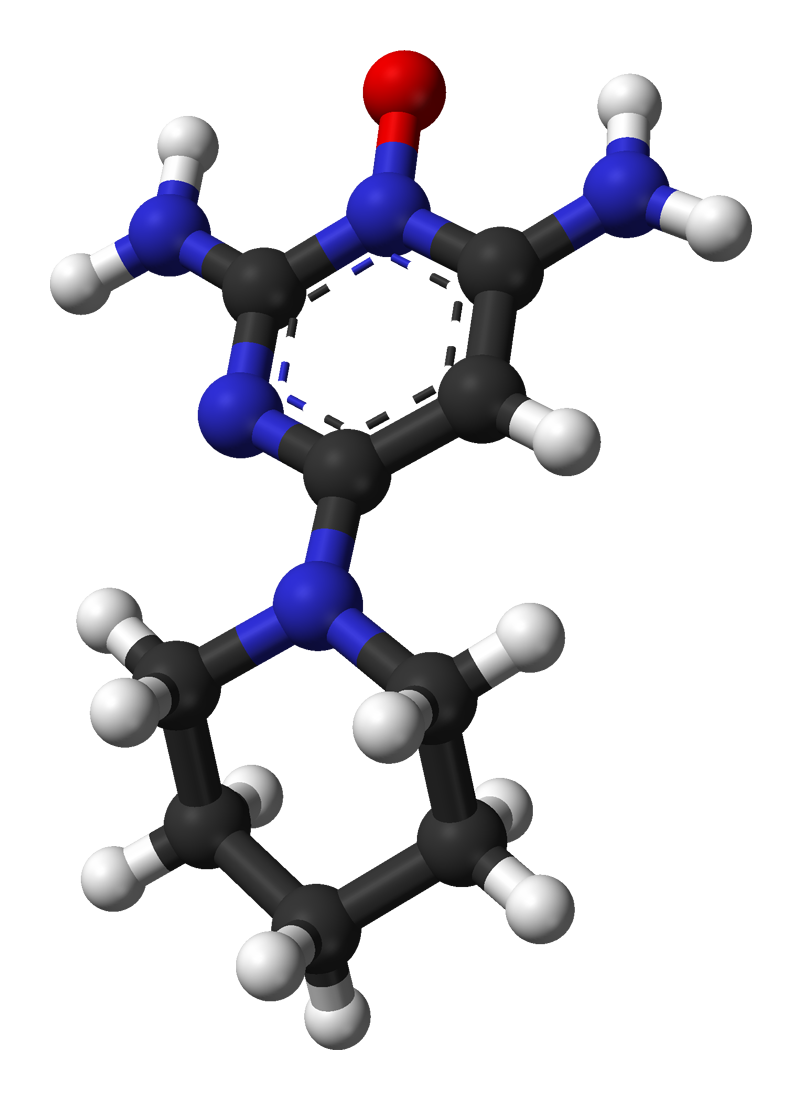
A minoxidil-3D, szájon át vérnyomáscsökkentő, de külsőleg hajnövesztő szerként alkalmazzák

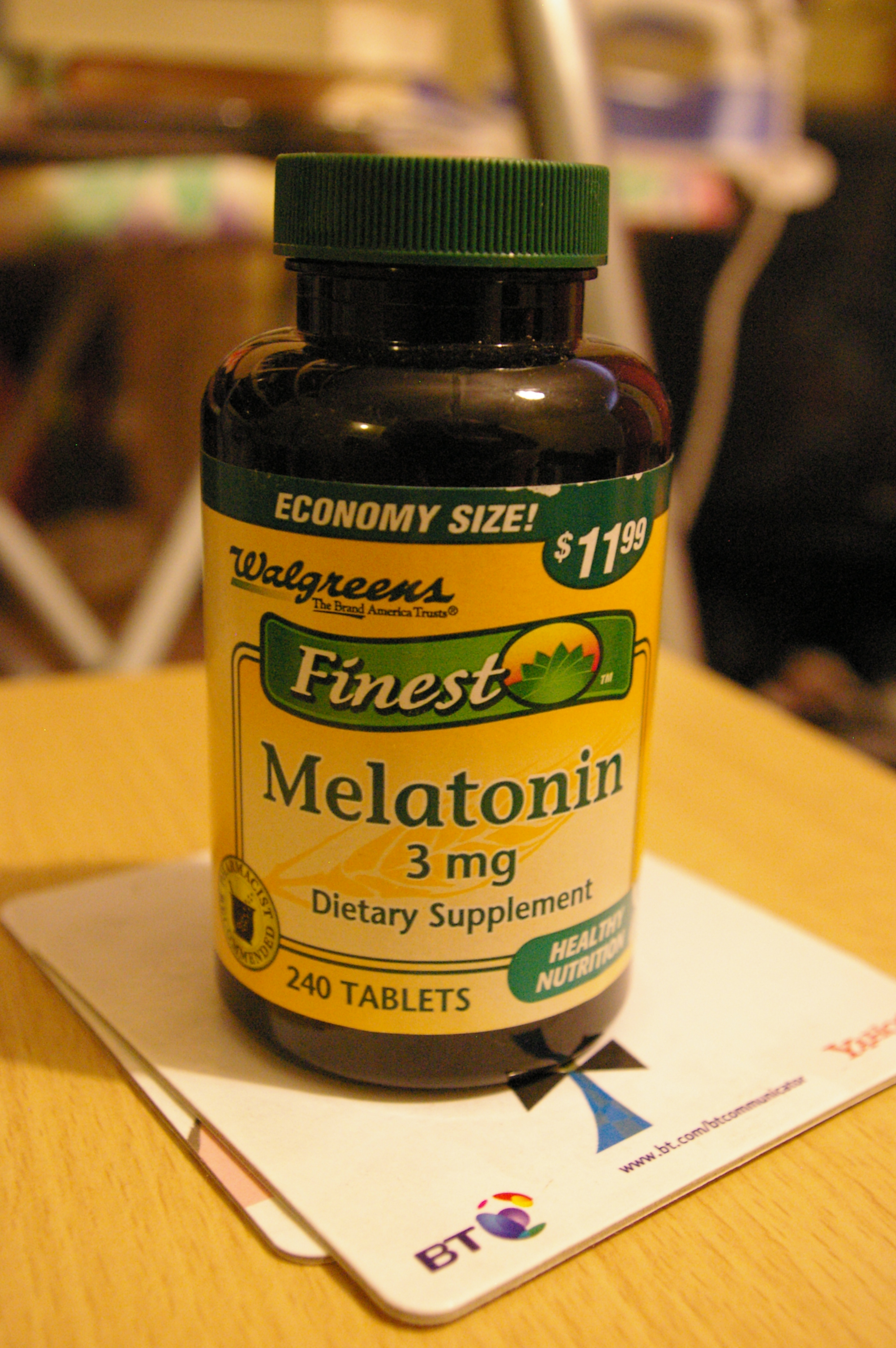
Melatonin, alváshormon

Az életstílusgyógyszerek (angol: lifestyle drug, lifestyle medicine) olyan gyógyszerek, amelyek növelik az egyén boldogságát, elégedettségét és azokat a tüneteket, amelyeket így kezelnek, a társadalom nem tartja igazán betegségnek. Az életstílusgyógyszerek kifejezés különböző elemeiből összeválogatott csoportjára utal a gyógyszereknek, amelyeket nem betegségre, orvosi célokra alkalmaznak. Ez magába foglalja a gyógyszerfüggőséget okozó hatóanyagokat, a sportteljesítmény növelésére alkalmas vagy más teljesítményfokozó szereket, valamint azokat, amelyeket kozmetikai célokra vagy tisztán szociális okokból használnak.

## Életstílusgyógyszerek bővített meghatározása

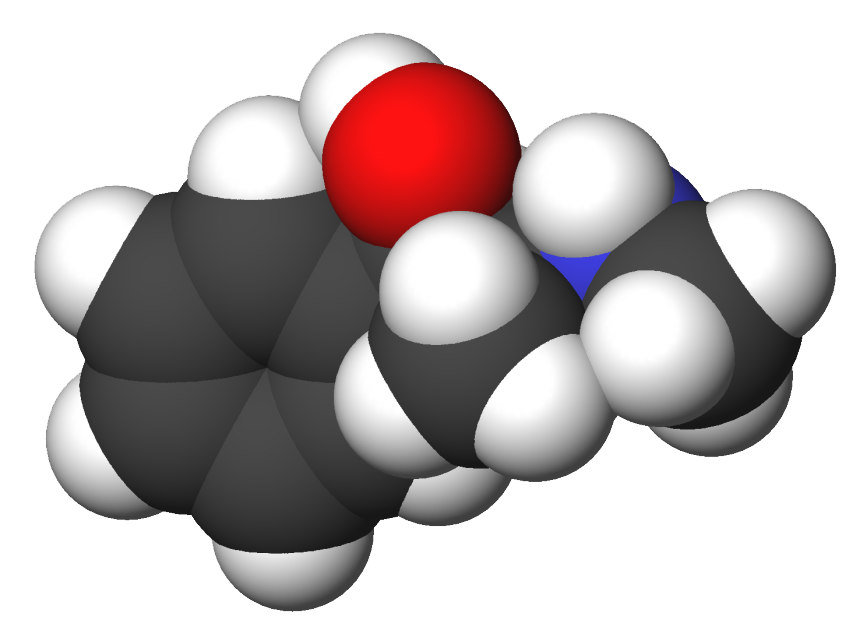
Efedrin, partidrogként használatos

Egy életstílus kapcsán bekövetkezett, kezelendő problémákra szedett receptköteles gyógyszerek (például: anxiolitikumok), egy életstílus folytatásához szükségesnek ítélt készítmények (kognitív képességet fokozók, obesitás elleni szerek), gyógyszerek, amelyek szedése nem nélkülözhetetlen, de növeli az egyén komfortérzetét (például fogamzásgátlók, változókor tüneteinek csökkentésére szedett készítmények), ezért a páciens kezdeményezheti az orvosi vény felírást; választási lehetőség esetén az egyén is dönthet a készítmények között, nem az orvos, mert nagy valószínűséggel az egyén fedezi a költségeket (potenciazavarok elleni szerek); presztízst jelentő, „nyilvános” gyógyszerek, amiről beszélnek, írnak és pozitív konnotációjúak, a szimbolikus tartalmuk fontos („aki ad magára, az ...-t szed”).
Eszerint a meghatározás szerint a fogyasztó helyzetéből közelít a megfogalmazáshoz, megengedve azt is, hogy a reklám is fontossággal bírhat, láthatóvá téve a különben „láthatatlan” gyógyszerfogyasztást, netán egy plasztikai műtéti beavatkozást. A gondolkodás érthető módon kiterjeszthető tehát más területekre, például műtéti, beavatkozási technológiákra is, például a szépségipar kellékei, többek között a botox-kezelésre, amelyek szintén olyan egészségügyi beavatkozás, aminek célja a fentiekkel egyező, a döntési mechanizmus azonos, vagyis egyre inkább beszélhetünk életstílus-medicináról. Miután az életstílusgyógyszerek feltételezik a használó megfelelő anyagi ráfordításait, így a társadalom csupán bizonyos életstíluscsoportjai jöhetnek szóba potenciális vásárlóként.

## Életstílusgyógyszerek kialakulásának története, kapcsolata az egészségpiaccal
Az 1900-as éveket megelőző időszakokban az életstílus nem volt igazán fontos, hiszen egy társadalmi réteghez való tartozás olyan kötöttséget jelentett, hogy mindenki a normák szerint cselekedett, ha jót akart, különben komoly szankciókat érvényesített a csoport a deviánssal szemben. Az 1950-es évek után, a jóléti társadalmakban növekedett meg az emberek szabadsága abban, hogy megválaszthatják, milyen értékeket követnek, mire áldozzák pénzüket, energiájukat, figyelembe véve, mi az, amihez megfelelő anyagi hátteret képesek biztosítani.
A választásnak egy bizonyos határon belül nincs társadalmi szankciója, a környezet megtűri az alternatív életvezetési irányokat is. Az életstílusgyógyszerek definíciója nem tisztázott, néhány szerző kétségbe is vonta a kategória létezését, bár maga a fogalom már az 1970-es években megjelent az angol nyelvű szakirodalomban. Az egészségügyi ellátásra az emberek egyre inkább szolgáltatásként is gondolnak: a betegre fogyasztóként, az orvosra tanácsadóként, döntés-előkészítőként és szolgáltatóként.

### 21. századiéletforma jellemzői
Általában elmondható, hogy napjaink életformáját az alábbiak jellemzik:
- sok kontroll-vesztett helyzet, amelyben nehezen tartható fenn a pszichológiai és fiziológiai egyensúly
- állandóan bővülő igényhalmaz
- egészségpiac térhódítása (életstílusgyógyszerek)
- a test felértékelődése, esztétikai elemek kihangsúlyozása (fiatalság eszménye, versenyképességi tényező)
- a jólét új dimenziókat kap (gondolkodásmód jelzője)
- munka- élet egyensúly megteremtésének nehézségei
- szereptudások eróziója
- hatékonyság elvárás – elégedetlenség forrása is
- elsekélyesedés mellett komoly kihívást jelentő munka iránti igény = „C-class” – „kreatív osztály” mint életstílus
- azonnali megoldások preferálása
- globális fenyegetettség
- új jelenségek követése is kihívás

### Egészséggel kapcsolatos életstílusok
Az életstílus összességében azt a módot, stílust hordozza, ahogyan az emberek az életüket irányítani kívánják, így az életcél és az értékek mutatkoznak meg döntően. Az életstíluson belül négy különböző viselkedéstípus ismert az egészséggel kapcsolatosan: 
- Szabályozó: rutinszerűen végez egészségfenntartó tevékenységet (pl. étkezés, sportolás, alvás)
- Preventív: testedzés, észszerű táplálkozási szokások, testi változások figyelése jellemzi
- Reaktív: orvos által nem diagnosztizált tünetek, panaszok kezelése (öngyógyítás)
- Helyreállító: orvos által előírt terápiák alkalmazása, az orvos által rendelt gyógyszerek beszedése[7]

#### Az egészségpiac és "networks"
Az egészségpiac "networkösödése" tapasztalható az ipar és kereskedelem szinte minden ágában. Az egyik oldalon az egészségipar szolgáltatói a kutatók, orvosok, gyógyszeripar, kórházak, gyógyszertárak stb., a másik oldalon az ipar és kereskedelem többi ága (elektronika, élelmiszer-gyártók, wellness, élelmiszer-gyártók, kozmetika, turizmus, média, reklám).

#### Globalizáció az egészségügyben
A globalizáció egyike azoknak a trendeknek a világ fejlődésében, amely sok változást okoztak életünkben, a piacokon. A világot átfogó piacok kialakulása, az ezzel együtt járó szigorú gazdaságossági szemlélet a piacképesség új dimenzióit hozta létre. Az egészségügy fejlődési szakaszait vizsgálva egyre inkább jelen van a globalitás, az orvosi diagnosztikában, a terápiás protokollok átvételében, a gyógyszergyárak erőpolitikájában.

## Életstílusgyógyszerek csoportosítása

### Bogdanovic és Langlands

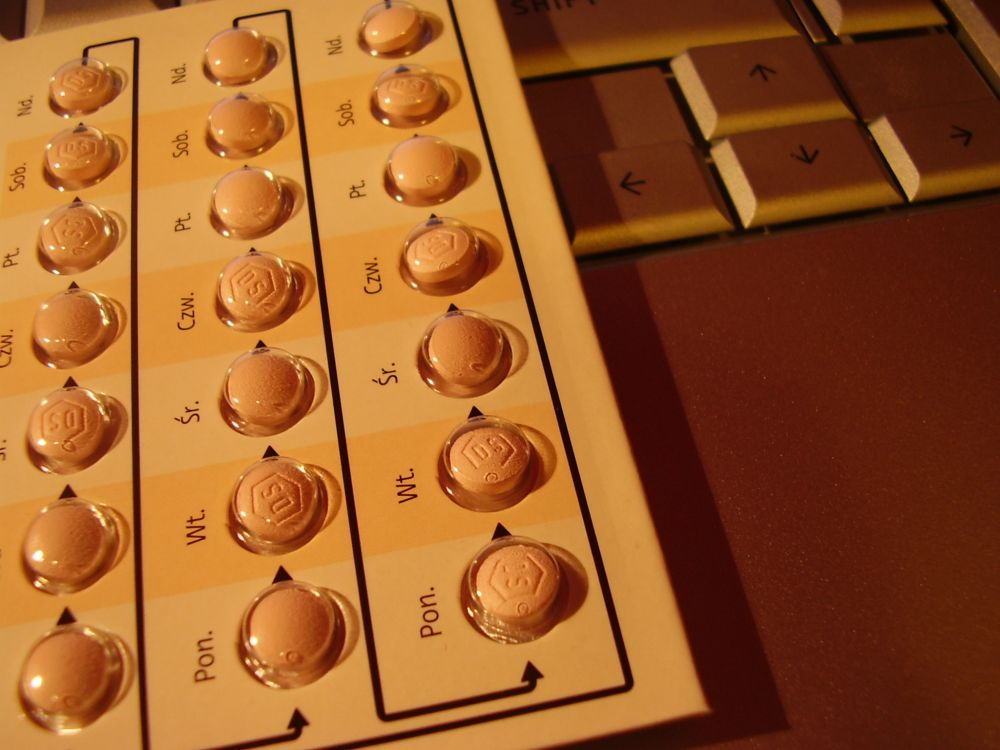
Orális fogamzásgátló. Az egészséges nő kezdeményezheti a nőgyógyászánál, hogy szedni akarja a fogamzásgátlót, mert nem kíván gyermeket vállalni.

Életstílusgyógyszer mindaz, amit a páciens kezdeményezésére ír fel az orvos. Ez a definíció az idekapcsolódó kategóriák egy jellemző elemét ragadja ki, bár rendkívül fontos elemét.

### Young

USA illegális kábítószerek térképe 2009

Medazepam

Négy kategóriába sorolja az életstílusgyógyszereket.

#### Speciális indikációkra kifejlesztett gyógyszerek
Leggyakrabban a társadalmi beilleszkedést érintik a betegség kialakulásával kapcsolatosan, amire a gyógyszert kifejlesztették. Probléma esetén farmakoterápiát alkalmaz az orvos (pl. korpásodás elleni szert alkalmaznak, ha a beteg közösségbe nem képes járni az erős korpásodás miatt; szorongást csökkentők).

#### Speciális indikációkra kifejlesztett gyógyszerek, amelyeket nem eredeti céljukra használnak
Antidepresszánsok „boldogságbogyóként” történő alkalmazása. A minoxidilt vérnyomáscsökkentőnek tervezték, de kopaszodásra használják hajszeszben.

#### Tradicionálisan használt készítmények, élvezeti szerek
Kedélyállapotot, szociális magatartást befolyásolják nem beteg embereknél, például alkohol, koffein, illegális drogok. A betegek szociális problémáikat élvezeti szerekkel próbálják ellensúlyozni.

#### Természetes gyógynövények, egyéb anyagok
C-vitamin, halolaj, gyógynövények, természetes eredetű anyagok.

### Törőcsik

MDMA-Ecstasy

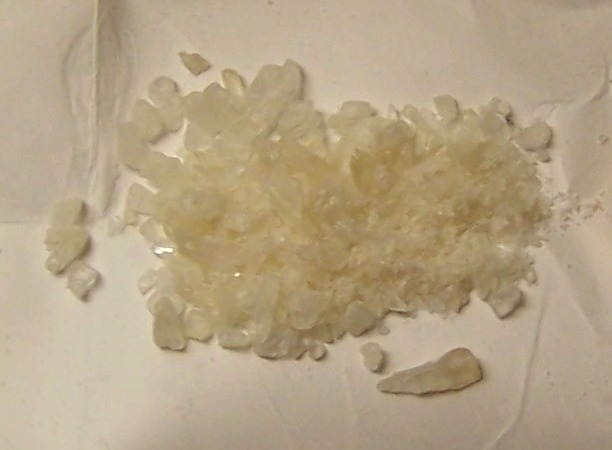
MDMA-HCl

Az életstílusgyógyszerek feltételezik az alkalmazó anyagi ráfordításait, így a társadalom bizonyos életstíluscsoportjai jöhetnek szóba potenciális vásárlóként. További feltételként a trendaffinitást is megjelölhetjük, vagyis külső vagy belső késztetés hatására a társadalmi trendekkel való haladás, ami kiváltja az életstílusgyógyszerek megszerzésének igényét. Ily módon, minimális szűrőként az anyagi lehetőségeket és az új kihívásoknak való megfelelést alkalmazva, a lakosság körülbelül 15-20 százaléka lehet érintett a vásárlásokban, ami teljesen más összetételű csoportokból áll, mint a gyógyszerfogyasztók köre.

| Kategória | Példák                         | Primer klinikai használat                  | „Lifestyle”-használat          |
| --- | ------------------------------ | ------------------------------------------ | ------------------------------ |
| Speciális indikációra kifejlesztett gyógyszerek, amelyek alkalmasak életstílus-betegségek gyógyítására és különböző életstílusigények kielégítésére | sildenafil                     | erekciós problémák                         | erekciós problémák             |
| | fogamzásgátlók                 | fogamzásgátlás                             | fogamzásgátlás                 |
| | orlistat                       | elhízás ellen                              | fogyókúra                      |
| | sibutramin                     | anorexiás panaszok                         | fogyókúra                      |
| | bupropion                      | nikotinfüggőség leküzdése                  | a nikotinfüggőség leküzdés     |
| - | methadon                       | opiátfüggőség kezelése                     | opiáthelyettesítés             |
| Speciális indikációra kifejlesztett gyógyszerek, amelyek alkalmasak „életstíluscélokra”                                                             | minoxidil                      | magas vérnyomás kezelésére                 | a kopaszodás megállítása       |
| | finasterid                     | prosztatamegnagyobbodás kezelésére         | a kopaszodás megállítása       |
| | erythropoetin                  | krónikus vérszegénység                     | atlétikai teljesítmény-növelés |
| Csekély klinikai hatású szerek életstílusgyógyszer kategóriában                                                                                     | alkohol                        | roborálás, detoxikálás metanol-mérgezésben | elterjedt használat            |
| | koffein                        | migrénes fejfájás                          | elterjedt használat            |
| - | cannabis                       | krónikus fájdalom csökkentése              | „rekreációs” használat         |
| Jobbára illegális szerek, amelyeknek nincs klinikai használatuk, de életstílus-fokozása használatuk elterjedt, jellemző                             | „ecstasy” (MDMA)               | nincs                                      | „rekreációs” használat         |
| - | „designer szteroidok”          | nincs                                      | atlétikai teljesítmény-növelés |
| - | jellemző kokain (egyes formái) | nincs                                      | „rekreációs” használat         |

### Rang és Dale farmakológusok osztályozása

A metil-fenidát olyan gyógyszer, amely hasonlít az amfetaminhoz. A nevét gyakran rövidítik MPH, de jobban ismert a márka neve: Ritalin. Figyelemhiányos hiperaktivitás-zavarban és narkolepsziában indikált gyógyszer.

A besorolási séma Gilbert et al. (2000) és Young (2003) munkáin alapulnak. Ez a rendszer magába foglalja azokat a gyógyszereket, amelyeket az életstílussal összefüggésben használnak, történelmi példákat alapul véve. Például az orális fogamzásgátlók, valamint életstílus betegséggel járó (mint például a nikotin-függőség) potenciálisan egészségkárosító anyagok okozta betegségek kezelésére használt gyógyszerek (pl.: bupropion). Ugyancsak ide tartoznak azok a gyógyszerek, mint a koffein és az alkohol, amelyek fogyasztása tömeges szerte a világon, és a kábítószerek, mint a kokain, valamint a táplálékkiegészítők. Különösen ellentmondásosak azon gyógyszerek fejlesztése, amelyek a szellemi teljesítményre hatnak, mint például a modafinil és metilfenidát, amelyeknek egyre növekszik a támogatottsága, mint egy út a tudományos sikerhez.

#### Életstílusgyógyszerek sportteljesítményt fokozók nélkül

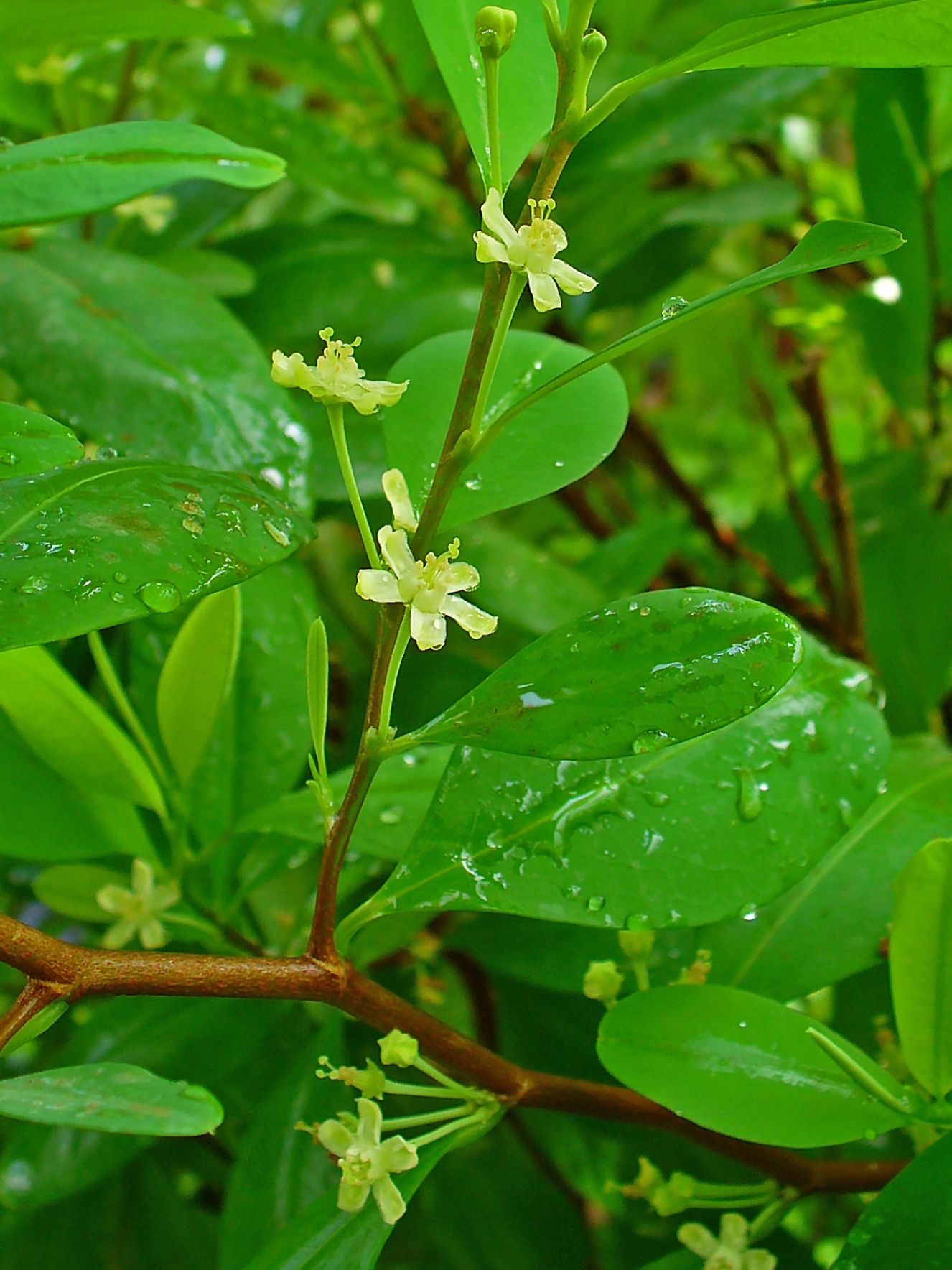
Az inkák a XIV. században életstílusgyógyszerként használták az Erythroxylum coca cserje levelét (drog: Cocae folium)

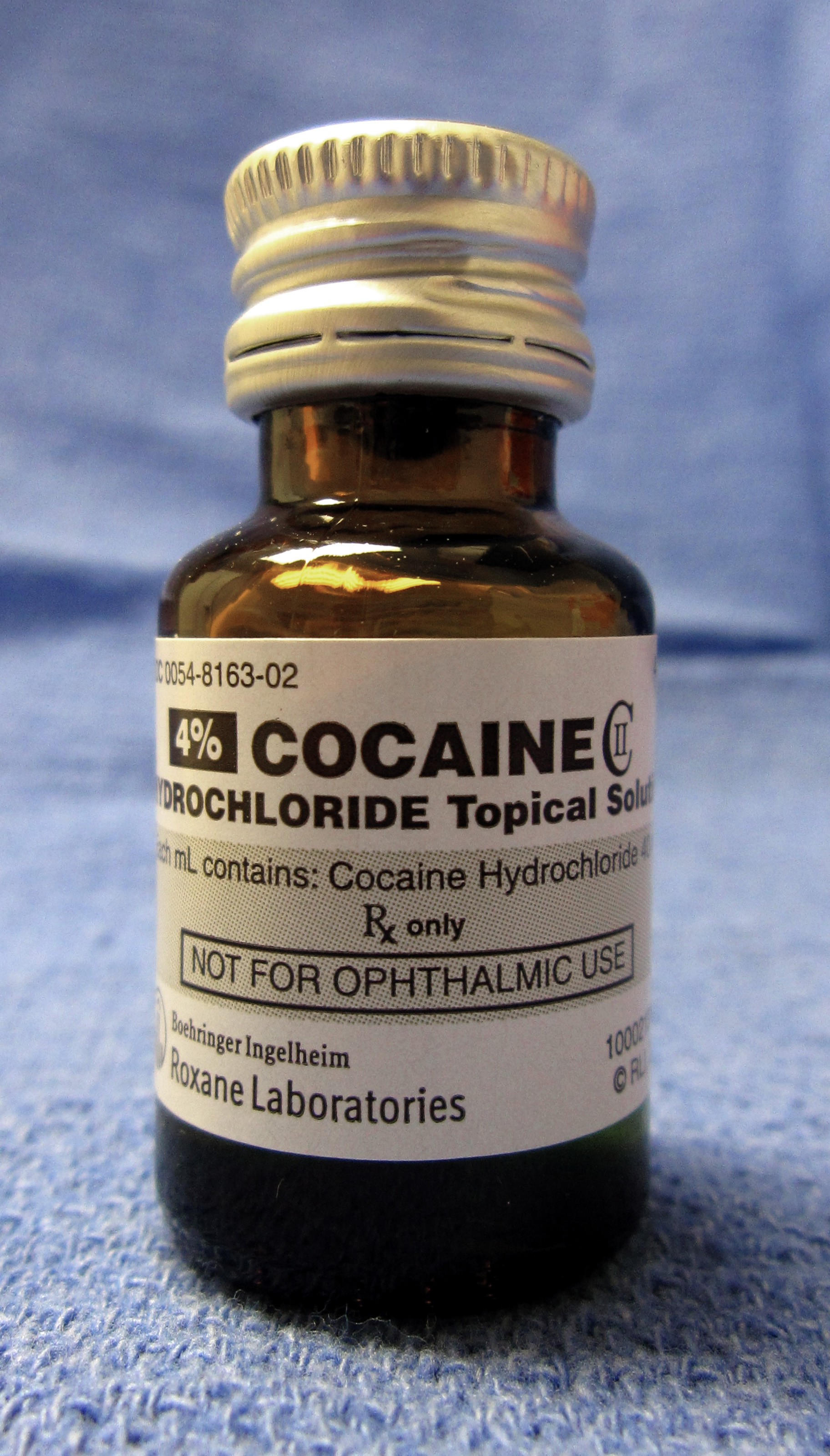
A 19. századtól terápiás ágens, a Cocainum hydrochloricum helyi érzéstelenítőként (Koler) és pszichostimulánsként (Freud) alkalmazott gyógyszer a medicinában

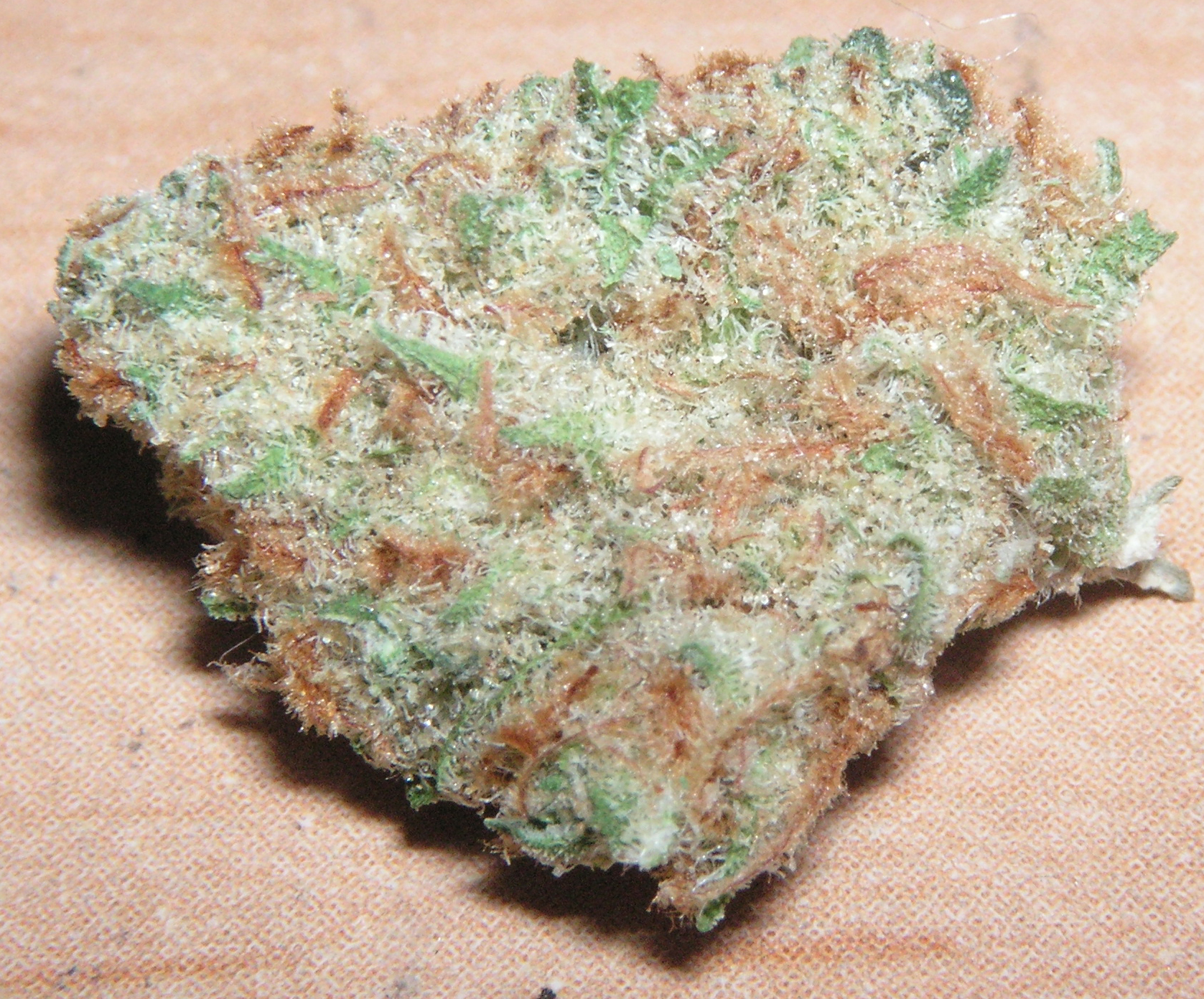
A Zöld Crack. A XXI. században rekreációs partidrog, életstílusgyógyszer a bázisos kokain, a Crack

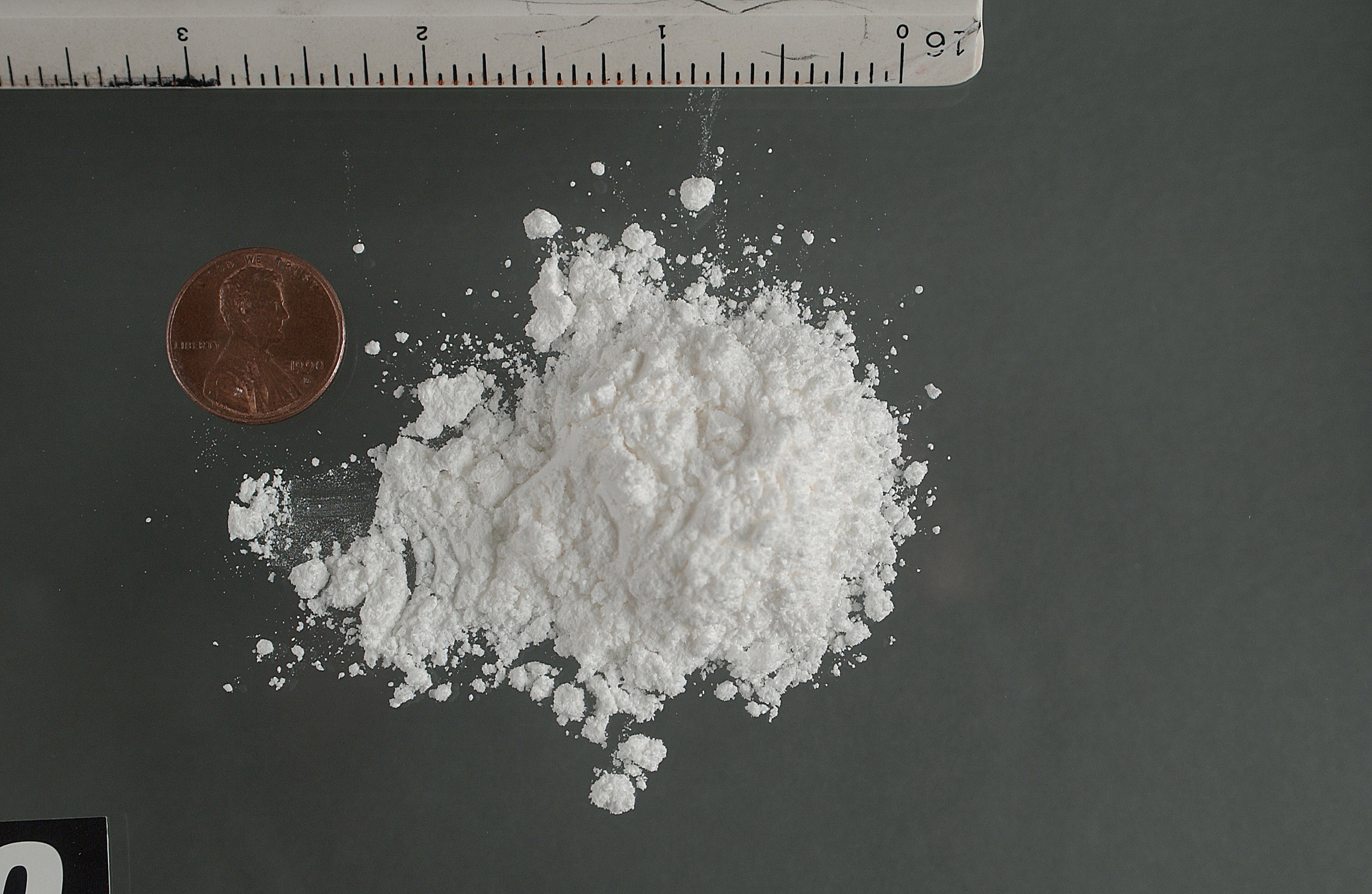
A XXI. században rekreációs partidrog, életstílusgyógyszer a kokain

A gyógynövények (drogok) és a kábítószerek képesek egy bizonyos idejű használat elteltével lifestyle használatból átkapcsolni mainstream használatra. Például az atropint először, mint a szépítőszert használták, mert képes kitágítani a pupillákat. A kokaint először, mint egy életstílus kábítószert használták az indiánok Dél-Amerikában. A korai földrajzi felfedezők így kommentálták: "csökkenti az éhségérzetet, új erőt ad a fáradt és kimerült testnek, és boldoggá tesz, a szerencsétlen elfelejti bánatát." Ezt követően asszimilálódott az európai orvostudomány gyakorlatába, mint helyi érzéstelenítő, majd nagyrészt visszaalakult életstílusgyógyszerré, mint partidrog és, sajnos, az alapja a jogellenes több milliós dolláros nemzetközi kábítószerkereskedelemnek. A cannabis egy másik jó példa, amelyet Nyugaton legalábbis pusztán rekreációs kábítószerként használt életstílusgyógyszer, de manapság (mint tetrahidrokannabinol) klinikai vizsgálatokban a krónikus fájdalom enyhítésére és a hányinger csillapítására alkalmaznak.
Sok, széles körben használt életstílusgyógyszer természetes anyagokból készült termék (pl. ginkgó kivonatok, melatonin, orbáncfű, cinchona kivonatok), amelynek gyártása és értékesítése általában nem ellenőrzött csatornákon keresztül zajlik. A készítmények ezért rendkívül változó minőségűek, és azok hatásosságát és biztonságosságát gyakran nem megfelelően tesztelték. Sok tartalmaz aktív hatóanyagokat, mint például szintetikus kábítószereket, amelyeknek lehetnek kedvező, és kedvezőtlen hatásuk is.

| Kategória | Hatóanyagok                                     | Primer klinikai használat                      | „Lifestyle”-használat            |
| --- | ----------------------------------------------- | ---------------------------------------------- | -------------------------------- |
| Konkrét indikációban engedélyezett gyógyszerek, amelyeket "önként megválasztott életmód függvényében" is lehet használni vagy "életstílus betegségek ’ kezelésére | Sildenafil                                      | Erektilis diszfunkció                          | Erektilis diszfunkció            |
| | Orális kontraceptívumok                         | Fogamzásgátlás                                 | Fogamzásgátlás                   |
| | Orlistat                                        | Obezitás                                       | Testsúlycsökkentés               |
| | Sibutramin                                      | Anorektogén ágens                              | Testsúlycsökkentés               |
| | Bupropion                                       | Nikotin-függőség gyógyítása                    | Nikotin-függőség gyógyítása      |
| - | Methadon                                        | Ópiát-függőség gyógyítása                      | Ópiát-függőség gyógyítása        |
| Gyógyszerek, amelyek engedélyezettek különleges indikációban, de ezeket használni lehet más "életstílus" célokra                                                  | Minoxidil                                       | Magasvérnyomás kezelésére                      | Hajhullás                        |
| | Finasterid                                      | Benignus prosztata-hiprtrófia                  | Hajhullás                        |
| | Ópiátok                                         | Fájdalomcsillapítás                            | Rekreáció                        |
| Gyógyszerek, amelyek csekély vagy egyáltalán nem használják klinikai indikációjában, de életstílusgyógyszerként használatos                                       | Alkohol                                         | Roborálás, detoxikálás metanol-mérgezésben     | Élvezeti szer                    |
| | Koffein                                         | Migrénes fejfájás                              | Élvezeti szer                    |
| - | Kannabinoidok                                   | Krónikus fájdalom kezelése                     | Rekreáció                        |
| - | Botulinum toxin                                 | Harántcsíkoltizom-spazmus                      | Kozmetológia                     |
| Kábítószer (általában illegális), amelyek nem rendelkeznek klinikai hasznossággal, de képesek kielégítésére az életstílus kategória követelményeit                | „Ecstasy” Methylenedioxymetham-phetamine (MDMA) | Nincs                                          | Rekreáció                        |
| - | Kokain (néhány gyógyszerformában)               | Helyiérzéstelenítés                            | Rekreáció                        |
| - | Dohány (nikotin)                                | Tapaszok az addikció gyógyítására              | Rekreáció                        |
| Természetes eredetű termékek, nagyrészt szabályozatlanok (gyakran anekdotikus és megalapozatlan)                                                                  | Halolajok                                       | Csekély mértékű-talán mint táplálékkiegészítő  | Elterjedt, többféle indikációban |
| | Aszkorbin-sav                                   | Csekély mértékű -talán mint táplálékkiegészítő | Elterjedt, többféle indikációban |
| | Melatonin                                       | Nincs                                          | Elterjedt, többféle indikációban |
| | Számos növényi és egyéb készítmények            | Nincs                                          | Elterjedt, többféle indikációban |

#### Sportteljesítményt fokozók

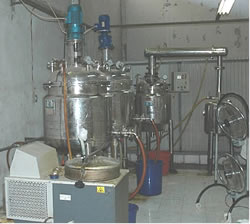
Ipari méretű metamfetamin, MDMA laboratórium. CIKANDE, Indonézia

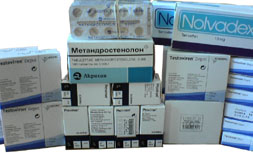
Anabolikus szteroidok

A kábítószerek és gyógyszerek használata sportteljesítmény növelésére nyilvánvalóan elterjedt, bár hivatalosan tilos. tiltott gyógyszerek. A Nemzetközi Doppingellenes Ügynökség WADA (http://www.wada-ama.org), amelyet annak nyomán alapítottak, részben válaszul néhány nagy horderejű dopping eset és kábítószer okozta halálesetek sportolók körében, kiad évente frissített listát azokról a tiltott anyagokról, amelyeket nem lehet felhasználni a sportolóknak a versenyeken és előtte sem. Kábítószer tesztelés főként a vér és a vizeletminta elemzése alapján, szigorúan meghatározott protokollok szerint. A kémiai elemzéseket, amelyek elsősorban gázkromatográfiás- tömegspektrometriás vagy immunoassay technikákra támaszkodnak, engedélyezett laboratóriumokban kell elvégezni.
Atlétákat könnyen meggyőzte az a lehetőség, hogy a sokféle kábítószer növeli nyerési esélyeiket, de hangsúlyozni kell, nagyon kevés kontrollált vizsgálatban mutatták ki, hogy a gyógyszerek ténylegesen javíthatják a sportteljesítményét az ilyen körülmények között edzett atlétáknak, és valóban sok ilyen vizsgálat eredménye negatív is volt. Azonban, elhanyagolható mértékben javítják a teljesítményt (gyakran 1% vagy kevesebb), amelyek nehezen mérhetők kísérletileg, különbséget tehet a győztes és a vesztes között, de a versenyképességre ható ösztönzők a sportolók és edzőik között általában nagyobb súllyal hatnak, mint a tudományos bizonyítékok.

##### Anabolikus szteroidok

Szintetikus metil-tesztoszteron szerkezeti képlete

Anabolikus szteroidok tesztoszteron-szerű hatásokkal bíró nagy csoportja a vegyületeknek, köztük mintegy 50 vegyület a tiltó listán is szerepel. Új kémiai származékaik a "designer szteroidok", mint a tetrahidro-gesztrinon (THG) is. Rendszeresen fejlesztenek és kínálnak jogellenesen a sportolóknak designer doppingszereket, ami továbbra is komoly problémája a hatóságoknak, hogy felderítsék és azonosítsák ezeket az anyagokat. További probléma az, hogy ezek közül néhány szer endogén vegyület, vagy anyagcseretermék, ami megnehezíti a bizonyítást, hogy az anyagot már beadták illegálisan a sportoló szervezetébe vagy sem. Az izotópos arány-technológia segít, amelyek azon a tényen alapulnak, hogy az endogén és exogén szteroidok egy kicsit különbözők a 12C : 13C arányokban, ezért ez lehetővé teheti az exogén és endogén szteroidok megkülönböztetését analitikai elemzéssel.
Az anabolikus szteroidoknak hosszú távú hatásaik is vannak, és általában az egész trénig és a verseny alatt is ellenőrizni kell azokat. Jóllehet az anabolikus szteroidokat, ha kombinációban adják az edzéseken magas fehérje tartalmú táplálékkiegészítőkkel, kétséget kizáróan növelik az izomtömeget és a testtömeget, de kevés bizonyíték van arra, hogy arányosan növelnék az izomerőt az izomtömeg növekedésével, vagy hogy javítják a sportteljesítményt. Azonban hosszú távon alkalmazva súlyos mellékhatásaik vannak, beleértve a férfiak meddőségét, nők virilizmusát, máj és vese tumorokat, a magasvérnyomást, megnövekedett kardiovaszkuláris kockázatot és a serdülők korai csontvázérésének irreverzibilis leállását. Anabolikus szteroidok képesek fizikai elégedettség érzését produkálni, a jólét érzését, a versenyképesség növelését és az agresszivitást is növelik, néha tényleges pszichózisba is átcsapva az agresszió. A depresszió gyakori a doppingszerek hosszútávú szedésének megszüntetése után, esetenként hosszú távú pszichiátriai problémákkal jár az elvonás.
Clenbuterol, a β-adrenerg receptor antagonista , nemrég jött használatba a sportolók körében. Ismeretlen hatásmechanizmuson keresztül hat, az általa előállított anabolikus hatás hasonló az androgén szteroidokéhoz, de látszólag kevesebb a mellékhatással. Kimutatható a vizeletben, és tilos sportoláshoz használni.
| Példák                                         | Hatásmechanizmus | Élettani hatás                                                                      | Detektálás             | Megjegyzés |
| ---------------------------------------------- | --- | ----------------------------------------------------------------------------------- | ---------------------- | --- |
| Androgén szteroidok, tesztoszteron, nandrolon. | A legtöbb célsejtben a tesztoszteron egy aktív metabolitja, a dihidro-tesztoszteron, amelyhez helyileg egy 5α-reduktáz enzim kell. Tesztoszteron és dihidrotesztoszteron módosítja a géntranszkripciót a nukleáris receptorokon keresztül. | Emelik a harántcsíkolt izom tömegét, az agressziót, a versenyképességet.            | Vizelet és vérmintából | Sok endogén hormon létezik, így a magasabb a normál tartományban van szükség Humán choriogonadotropin néha növelni az androgén szekréciót. |
| Clenbuterol                                    | β-adrenerg receptor antagonista, nem tisztázott | Kombinált anabolikus és agonista hatás β2 adrenerg receptorokln, növelheti izomerőt | Vizelet                | |

##### Hormonok
- emberi növekedési hormon, hGH

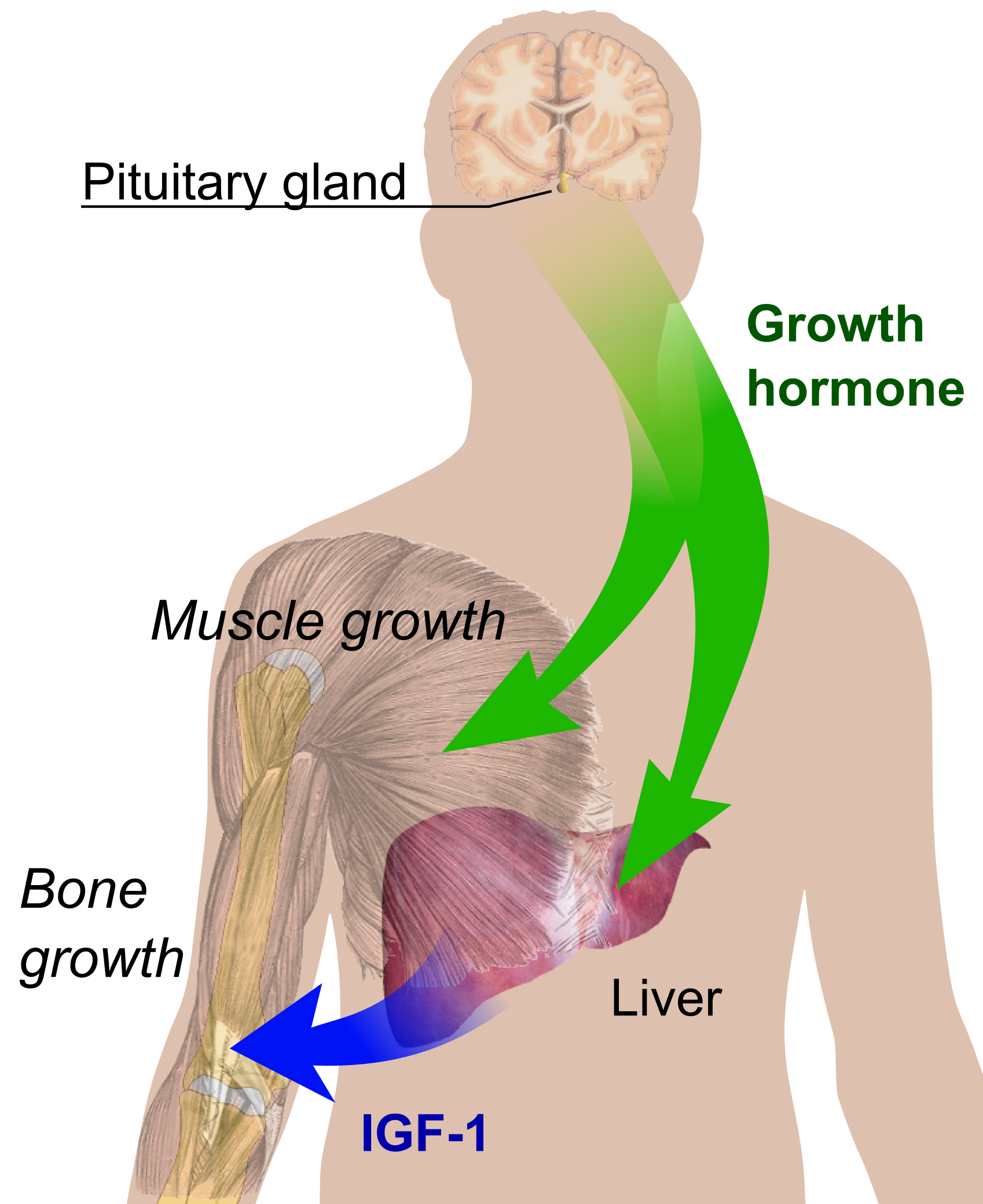
Endokrin növekedési reguláció

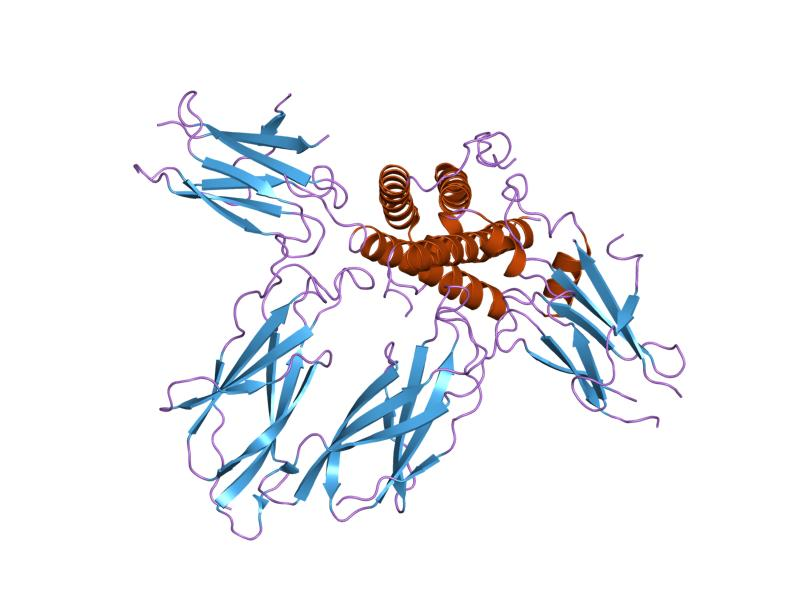
Protein domén: növekedési hormon receptor

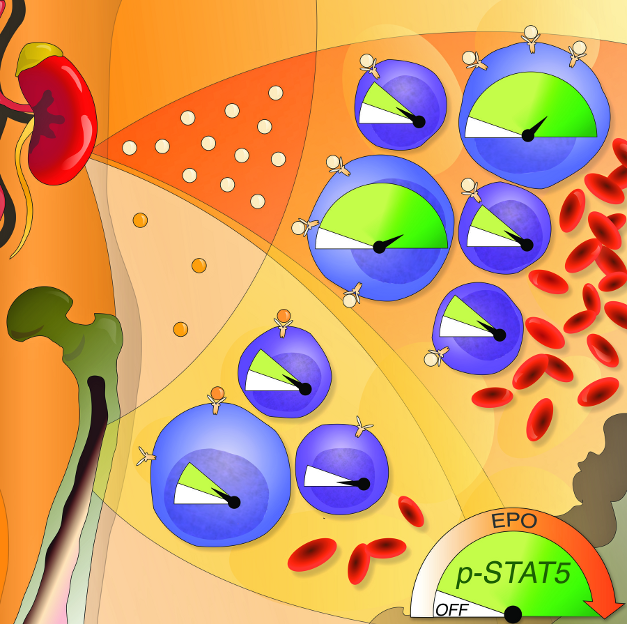
Erythropoietin élettani hatása

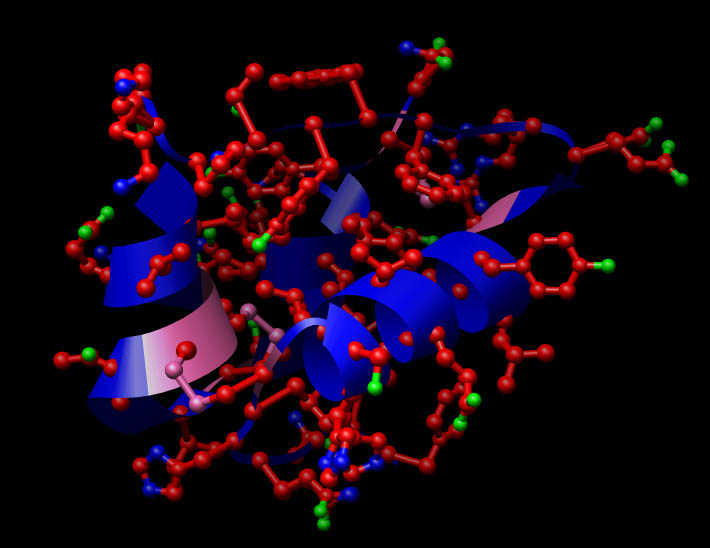
Inzulin

Az emberi növekedési hormon esetében a sportolók a rekombináns formáját alkalmazzák a hGH-nak, amelyet endokrin rendellenességekben használnak a medicinában. Az injekció hatása úgy tűnik, hasonló az anabolikus szteroidokéhoz. A hGH-nál is beszámoltak arról, hogy a jólét érzését váltja ki, de anélkül, hogy a kapcsolódó agresszió és változások a szexuális fejlődésben és viselkedésben jelentkeznének. A hGH növeli a zsírmentes testtömeget és csökkenti a testzsírt, de a hatása az izomerőre és a sportteljesítményre klinikailag nem tisztázott. Azt állítják, hogy növeli a felépülését, regenerációját a szöveti sérüléseknek.
A legfontosabb káros mellékhatása az akromegália, ami túlburjánzása az állkapocscsontnak és megvastagodása az ujjaknak, valamint cardialis hypertrophiát okozhat és valószínűleg nagyobb a rák kockázata is alkalmazása alatt. Kimutatása hGH-nek nehéz, mert az élettani szekréció pulzáló, így a normál plazma szint széles határok között változhat. A plazma felezési ideje rövid (20-30 perc), és csak nyomokban ürül a vizelettel. Azonban, a szekretált hGH három izoform változata eltérő molekulatömegű, míg a rekombináns humán növekedési hormon csak egy féle molekulatömegű, így a mérésre relatív mennyiségű izoformok használhatók kimutatásra, az exogén anyag kimutatására alkalmas. A hGH fokozza a májban az inzulinszerű növekedési faktor, az IGF-1 elválasztását, a sportolók körében terjed ennek a használata is.
- eritropoetin, EPO

Az eritropoetin növeli a vörösvértest-termelést a csontokban. Az injekciót naponta vagy hetente adagolják, hogy növelje a vörösvértestek számát, és így a vér O2--t szállító kapacitása is nő. A fejlesztéseknek köszönhető rekombináns eritropoetin tette széles körben elérhetővé, de a használatának felderítése bonyolult. Ez azzal a veszéllyel jár, hogy az alkalmazók magasvérnyomást, neurológiai betegségeket és trombózist kaphatnak.
- inzulin

Néha használják (glükózzal annak elkerülése érdekében hipoglikémia kialakuljon), mert fokozza a glükózfelvételt és az energia termelést az izomban. Valószínűleg hatástalan.

| Példák                                  | Hatásmechanizmus | Élettani hatás | Detektálás                                       | Megjegyzés                                                                                |
| --------------------------------------- | --- | --- | ------------------------------------------------ | ----------------------------------------------------------------------------------------- |
| EPO, eritropoetin, darbepoetin, epoetin | Szekréció után, eritropoietin kötődik elkötelezett eritroid őssejtek egy membrán receptorához a csontvelőben és internalizálják. Így serkenti elkötelezett eritroid progenitor sejtek szaporodását és ezáltal vörösvértestek képződését. | Fokozott vörösvérsejt képződést okoz és ezáltal fokozza az oxigén-szállítás. Emelkedett vér viszkozitás okoz, emeli a vérnyomást és nüveli a stroke kockázatát, és az infarktust. Használata elsősorban állóképességbeli sportokban gyakorlat. | Plazma felezési ideje rövid, így észlelés nehéz. | Egyéb plazma markerek felhasználásával eritropoetin jelzésére lehetőség van.              |
| Emberi növekedési hormon, hGH           | Growth hormon receptoron keresztül. Serkenti a normális növekedést és hatással van számos szövet növekedésére | Fokozza a zsírmentes testtömeget és csökkenti a zsírtartalmat. gyorsul a kilábalás a szöveti sérülésekből. Szívizom hipertrófiát okoz, akromegália, májkárosodás és fokozza a rák kockázatát.                                                  | Vérből                                           | Megkülönböztetni az endogén (nagyon változó) és az exogén humán növekedési hormont nehéz. |
| Inzulin                                 | Inzulin receptoron keresztül. | Néha alkalmazzák (glükózzal hipoglikémia elkerülése érdekében ) fokozza a sejtek glükózfelvételt és az energia termelést az izomban. Valószínűleg hatástalan teljesítménynövelésre.                                                            | Vérszint                                         |                                                                                           |

##### β2-adrenoreceptor agonisták

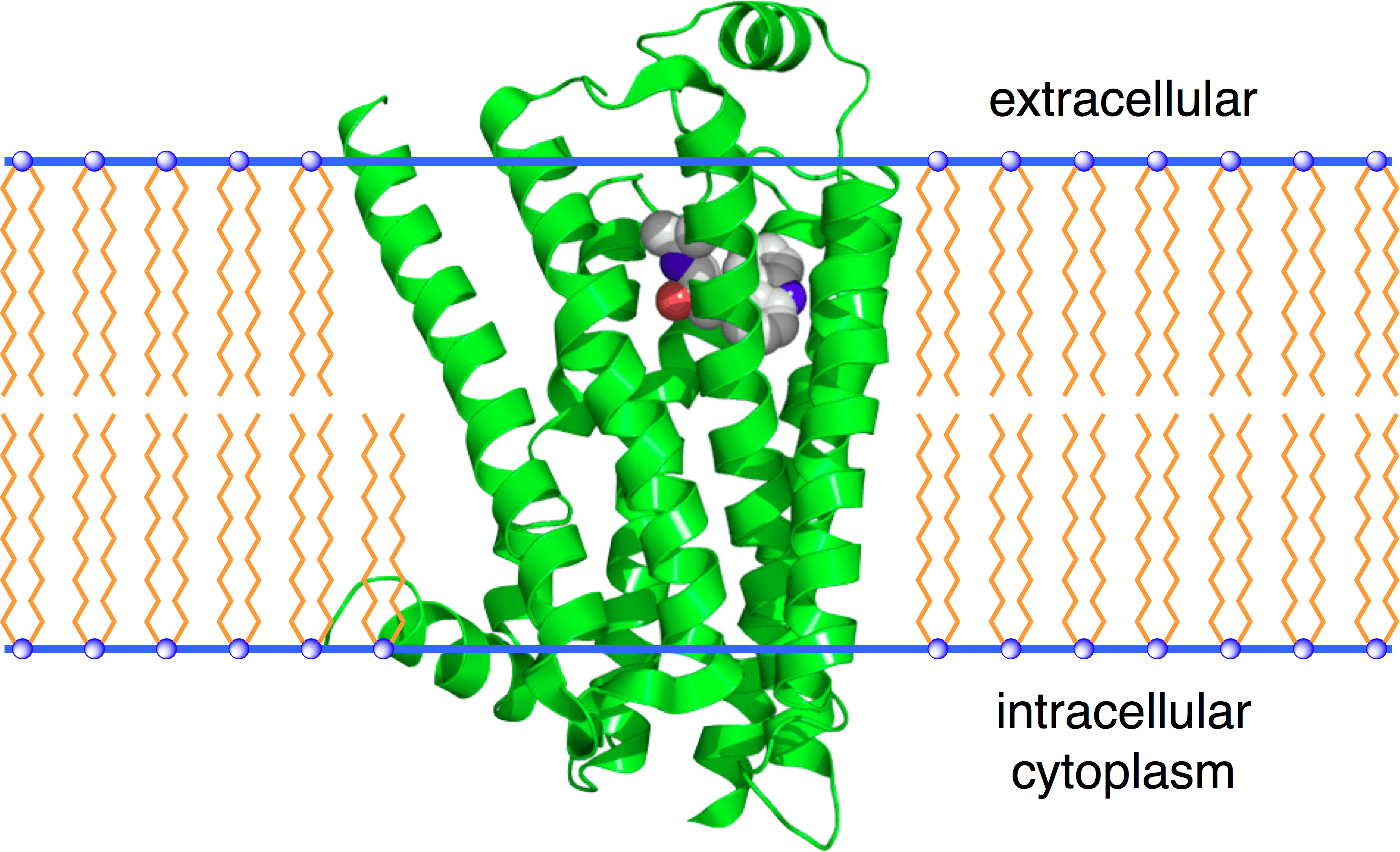
A béta-adrenerg receptorok stimulálják a G-proteint. Az alfa alegysége a G-fehérjének aktiválja az adenilil-ciklázt, amely katalizálja az előállítását a ciklikus adenozin-monofoszfátnak (cAMP).

β2-adrenoceptor agonista szalbutamol és társai (albuterol levosalbutamol terbutalin, pirbuterol prokaterol clenbuterol metaproterenol fenoterol bitolterol mezilát ritodrin Izoprenalin szalmeterol formoterol bambuterol clenbuterol indakaterol), amit futók, kerékpárosok, úszók, használnak, azáltal fokozza a teljesítményt, hogy növeli a sejtek oxigén felvételét (a bronchodilatáció révén) és a szívműködést. Kontrollált vizsgálatok nem mutatnak a sportteljesítményben növekedést. Vizeletmintából mutatható ki.

##### β-adrenoreceptor antagonisták

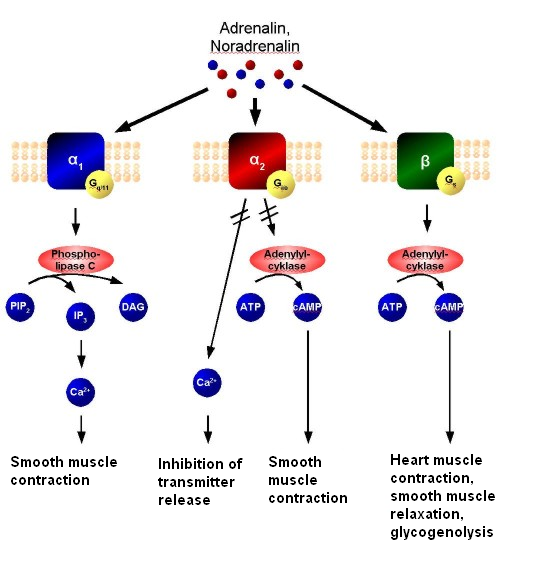
G-proteinhez kapcsolt receptorok

β-adrenoreceptor antagonisták propranolol, stb. ( alfa-1-blokkolók Alfuzozin Doxazozin Fenoxi Fentolamin
Prazozin Tamszulozin Terazozin Trazodon; alfa-2 gátlók Fentolamin Yohimbine Idazoxan Atipamezol Trazodon; Béta-1-blokkolók Metoprolol Atenolol bizoprolol Propranolol; Béta-2- blokkolók Butoxamin Propranolol; Béta-3-blokkolók SR 59230A) használják, hogy csökkentsék a remegést és szorongást "pontosság" azokban a sportokban, ahol nagy pontosság szükséges (pl. lövészet, torna, búvárkodás). Vizeletmintából kimutathatók. Nem tiltott a legtöbb sportban.

##### Stimulánsok
- Szimpatomimetikus aminok: a szimpatikus idegrendszer hatását utánozzák/erősítik (efedrin, metil-efedrin, fenfluramin, cathin, sibuthramin)

Indirekt szimpatomimetikumok
Direkt hatás adrenerg α és β receptoron
A monoamin visszavétel gyenge gátlói
Ellenállnak a MAO-nak
- KIR stimulánsok: a légző és vazomotor központot izgatják, görcsöket okozhatnak (niketamid, amifenazol, sztrichnin, koffein, ptz)
- Pszichomotor stimulánsok

Eufóriát és izgatottságot okoznak (kokain, dextroamfetamin, metamfetamin, phenmetrazin, methilfenidat)
Fokozozzák a motoros aktivitást és csökkentik a fáradtságot (taurin)
Dopamin-agonisták (selegilin)
A legfontosabb ilyen típusú gyógyszereket használják a sportolók, de hivatalosan tiltottak, mint például az efedrin és metil-efedrin, különféle amfetaminok és származékaik, így például metil-fenidát és fenfluramin, kokain, és számos más, központi idegrendszeri stimuláns, mint a niketamid, amifenazol (már nem használt klinikailag) és a sztrichnin. A koffein is alkalmazzák: egyes kereskedelemben kapható "energia italok" tartalmaznak taurint, valamint koffeint. A egy agonistája a glicinnek és az extraszinaptikus GABA-A receptorokon hat. Az agyra valószínűleg stimuláló hatással van. Ezzel szemben a szteroidok esetében, egyes vizsgálatok azt mutatták, hogy ezek a gyógyszerek a teljesítmény javítása érdekében futás és súlyemelés esetén kísérleti körülmények között növelik az izomerőt és csökkenti az izmok fáradtságát jelentősen. A pszichológiai hatása stimulánsok esetében valószínűleg fontosabb, mint azok élettani hatásai. Meglepő módon, a koffein úgy tűnik, hogy következetesebben hatékonyan javítja az izmok teljesítményét, mint a többi erősebb stimuláns. Több haláleset fordult elő a sportolók körében amfetaminok és efedrin-szerű gyógyszerek használata során. A fő okok a koszorúér-elégtelenség, a kapcsolódó magas vérnyomás, hyperthermia, társuló bőr érszűkület, és a kiszáradás.

##### Diuretikuumok
Thiazidok, furosemid. Főleg gyors fogyás elérése verseny előtt vagy elfedjék jelenléte más szereknek a vizeletben hígítással. Vizeletmintából kimutatható. A nemkívánatos hatások közvetlenül kapcsolódnak a vesében ezek kacsdiuretikus hatásaihoz. Túlzott Na+ és víz elvesztése gyakori, és ez okozhatja a hypovolaemiát és a hypotoniát. Kálium veszteség, ami az alacsony plazma K+ (hypokalaemia) szinttel magyarázható, és a metabolikus alkalózis gyakori. Hypomagnesaemia kevésbé gyakori, de klinikailag jelentős lehet. Hyperuricaemia gyakori. Túlzott diuresis csökkenéséhez vezet a renalis perfúziónak és pre-renalis vesekárosodásnak (korai figyelmeztetőjel, ha emelkedik a szérum urea koncentráció). Dózisfüggő hallásvesztés (fokozza az egyidejű használata más ototoxikus gyógyszenek, mint aminoglikozid antibiotikumoknak) is származhat kevés ion szállítása esetén, a bazolaterális membránhoz a stria vascularison a belső fülben. Ez sokkal nagyobb adag alkalmazását követően léphet fel, mint az átlagos napi adag.

##### Kábító-fájdalomcsillapítók
Kodeint, morfint stb., alkalmazzák, hogy elrejtsék a sérülés okozta fájdalmakat. Vizeletmintából kimutatható.

##### Géndopping
Géndoppingról abban az esetben beszélünk, ha sejteket vagy örökítőanyagot (pl. DNS, RNS) átviszünk vagy génexpressziót befolyásoló szereket használunk (PPARδ receptor agonisták; PPARδ-AMP-activated protein-kináz jelátviteli út agonistái) emberen teljesítmény fokozására.
- Előnyei

Az új fehérje nem különböztethető meg az endogén fehérjétől
Megfelelő módszerrel csak kiválasztott szövetekben expresszálódik (pl. harántcsíkolt izom)
Meg sem jelenik a vérben és vizeletben
- Génátvitel módszerei

módosított vírusok, amelyekből néhány vagy az összes vírusgént eltávolítják, képtelenek szaporodni, a gazdasejtet elpusztítani és új sejteket fertőzni (Adenovirusok, Herpesvirusok, Retrovirusok)
plazmidok, amelyek fehérje és sejtmentesek
genetikailag módosított sejtek, amelyek fokozhatják a sérülésből való felépülést vagy fehérjét termelhetnek
δ peroxiszóma proliferáció aktiválta receptor
AMP aktivált kináz (AMPK) májenzim fontos szerepet játszik az egész szervezet energia-egyensúlyában

## Életstílusgyógyszerek alkalmazásának bioetikai ellentmondásai

### Pathologizálás és üzleti érdek
A gyógyszeripari cégek kritikusai azt állítják, hogy a gyógyszeripari vállalatok aktívan pathologizálnak, azaz ők kitalálnak újszerű rendellenességeket és betegségeket, melyeket nem ismertek azelőtt olyan gyógyszerekhez, amelyek nem nem hoztak elég profitot. A korlátozott orvosi kutatási források viszonylag csekély feltételei ellentétben állnak sok súlyos kezeletlen betegséggel szemben. Sokkal veszélyesebb betegségek, mint a rák és az AIDS továbbra is nehezen kezelhető. Némelyek azt állítják, hogy az életstílusgyógyszerek többsége alig több, mint orvosilag szabályozott rekreációs gyógyszerhasználat.

### Aggodalmak az életstílusgyógyszerek használatával kapcsolatban
A növekvő, az interneten, az e-gyógyszertárakból szabadon beszerezhető gyógyszerekkel párosulva, a közvetlen reklám a gyógyszeripar által a nyilvánosság segítségével, az egyes országokban biztosítják, hogy a kereslet élénk maradjon, és a gyógyszeripari ágazat kétségkívül dolgozzon ki több életstíluságenst. A lobbi ereje a betegek részéről különösen gyógyszerek tekintetében függetlenül a potenciális költségektől vagy a bizonyítottan hatásosságtól, komoly problémát okoz a gyógyszerek szabályozását végző hatóságok és azok között, akik meghatározzák az egészségügyi prioritásait az állam által finanszírozott szociális rendszerekben a gyógyszerek tekintetében. Olyan kábítószerek, amelyek javítják a rövid távú memória kezelését demenciában szenvedő betegeknél, általánosságban kívánatos volna alkalmazásuk, annak ellenére, hogy a jelenlegi gyógyszerek csak kismértékben hatékonyak. Kiterjesztése a meglévő és a jövőbeni pszicho-stimulásokat az egészséges gyerekek és a diákok csoportjára, versenyelőnyt jelenthet a tanulásban, ami sokkal ellentmondásosabb is. Továbbá új kilátások azon gyógyszerek esetén, amelyek az öregség időtartamát megnyújtják, ami más szociális és etikai aknamező egy túlnépesedett világban.